# Championnat du Danemark de football 1992-1993
Navigation
Saison précédente Saison suivante
La saison 1992-1993 du Championnat du Danemark de football était la 80e édition du championnat de première division au Danemark. Les 10 meilleurs clubs du pays se retrouvent au sein d'une poule unique où ils s'affrontent deux fois, à domicile et à l'extérieur. À l'issue de cette première phase, les deux derniers au classement participent à une poule de promotion-relégation avec les meilleurs clubs de 1.division. Les 8 autres formations participent à une deuxième phase pour le titre où elles rejouent deux fois les unes contre les autres.
C'est le FC Copenhague, club né de la fusion entre le Boldklubben 1903 et le KB Copenhague, qui remporte la compétition en terminant en tête de la deuxième phase. C'est le premier titre de champion du Danemark de l'histoire du club (même si le B1903 et le KB ont déjà été sacrés respectivement 7 et 15 fois champion).

## Les 10 clubs participants
| - FC Copenhague - BK Frem Copenhague - AGF Aarhus - Næstved IF - Silkeborg IF | - B 1909 Odense - Promu de 1.division - OB Odense - Lyngby BK - Brondby IF - AaB Aalborg |

## Compétition
Le barème utilisé pour établir tous les classements est le suivant :
- Victoire : 2 points
- Match nul : 1 point
- Défaite : 0 point

### Première phase
| Rang | Équipe             | Pts | J  | G  | N | P  | Bp | Bc | Diff |
| ---- | ------------------ | --- | -- | -- | - | -- | -- | -- | ---- |
| 1    | FC Copenhague      | 26  | 18 | 9  | 8 | 1  | 29 | 14 | +15  |
| 2    | OB Odense          | 23  | 18 | 10 | 3 | 5  | 31 | 17 | +14  |
| 3    | AaB Aalborg        | 21  | 18 | 7  | 7 | 4  | 25 | 17 | +8   |
| 4    | Brøndby IF         | 21  | 18 | 6  | 9 | 3  | 21 | 20 | +1   |
| 5    | Silkeborg IF       | 19  | 18 | 7  | 5 | 6  | 30 | 16 | +14  |
| 6    | AGF Aarhus         | 19  | 18 | 6  | 7 | 5  | 24 | 21 | +3   |
| 7    | Lyngby BK(T)       | 16  | 18 | 4  | 8 | 6  | 20 | 22 | -2   |
| 8    | Næstved IF         | 15  | 18 | 4  | 7 | 7  | 25 | 35 | -10  |
| 9    | BK Frem Copenhague | 14  | 18 | 3  | 8 | 7  | 23 | 39 | -16  |
| 10   | B 1909 Odense (P)  | 6   | 18 | 0  | 6 | 12 | 15 | 42 | -27  |

|  | Participation à la deuxième phase                      |
|  | Participation a la poule de promotion-relégation       |
|  | (T) : Tenant du titre (P) : Promu de deuxième division |

### Deuxième phase
Les clubs conservent la moitié de leurs points acquis lors de la première phase, arrondie au supérieur.
| Rang | Équipe         | Pts | J  | G | N | P | Bp | Bc | Diff |
| ---- | -------------- | --- | -- | - | - | - | -- | -- | ---- |
| 1    | FC Copenhague  | 32  | 14 | 8 | 3 | 3 | 31 | 23 | +8   |
| 2    | OB Odense (C)  | 31  | 14 | 8 | 3 | 3 | 19 | 15 | +4   |
| 3    | Brøndby IF (T) | 30  | 14 | 8 | 3 | 3 | 29 | 16 | +13  |
| 4    | AaB Aalborg    | 26  | 14 | 5 | 5 | 4 | 23 | 23 | 0    |
| 5    | Silkeborg IF   | 23  | 14 | 4 | 5 | 5 | 17 | 17 | 0    |
| 6    | AGF Aarhus     | 21  | 14 | 4 | 3 | 7 | 24 | 29 | -5   |
| 7    | Lyngby BK      | 18  | 14 | 4 | 2 | 8 | 22 | 22 | 0    |
| 8    | Næstved IF     | 14  | 14 | 1 | 4 | 9 | 16 | 36 | -20  |

|  | Qualification pour la Ligue des clubs champions 1993-1994                                      |
|  | Qualification pour la Coupe des Coupes 1993-1994                                               |
|  | Qualification pour la Coupe UEFA 1993-1994                                                     |
|  | (T) : Tenant du titre (C) : Vainqueur de la Coupe du Danemark (P) : Promu de deuxième division |

### Poule de promotion-relégation
Les 2 derniers de première phase, BK Frem Copenhague et B 1909 Odense affrontent les 6 meilleurs clubs de 1.division au sein d'une poule où les équipes s'affrontent 2 fois, à domicile et à l'extérieur. Les 2 premiers à la fin des matchs se maintient ou accède à la Superligaen.
| Rang | Équipe                  | Pts | J  | G  | N | P | Bp | Bc | Diff |
| ---- | ----------------------- | --- | -- | -- | - | - | -- | -- | ---- |
| 1.   | Ikast FS                | 6   | 14 | 10 | 3 | 1 | 34 | 12 | +22  |
| 2.   | Viborg FF               | 7   | 14 | 8  | 2 | 4 | 37 | 22 | +15  |
| 3.   | BK Frem Copenhague (D1) | 8   | 14 | 5  | 5 | 4 | 32 | 24 | +8   |
| 4.   | B 1909 Odense (D1)      | 7   | 14 | 4  | 4 | 6 | 19 | 28 | -9   |
| 5.   | Vejle BK                | 4   | 14 | 5  | 4 | 5 | 29 | 26 | +3   |
| 6.   | Esbjerg fB              | 8   | 14 | 1  | 6 | 7 | 17 | 28 | -11  |
| 7.   | B 1913 Odense           | 5   | 14 | 3  | 5 | 6 | 20 | 36 | -16  |
| 8.   | Fremad Amager           | 3   | 14 | 3  | 5 | 6 | 19 | 31 | -12  |

| Résultats (▼dom., ►ext.) | B1909 | B1913 | Esbjerg | Frem | Fremad | Ikast | Vejle | Viborg |
| B 1909 Odense            |       | 1-1   | 4-2     | 2-3  | 1-1    | 1-5   | 3-2   | 2-1    |
| B 1913 Odense            | 2-1   |       | 0-2     | 5-4  | 1-1    | 1-1   | 2-2   | 3-5    |
| Esbjerg fB               | 1-2   | 0-1   |         | 0-0  | 1-2    | 1-3   | 2-4   | 2-2    |
| BK Frem Copenhague       | 1-1   | 9-1   | 1-1     |      | 1-0    | 1-1   | 2-2   | 3-0    |
| Fremad Amager            | 3-0   | 2-2   | 1-1     | 3-2  |        | 2-5   | 1-1   | 1-3    |
| Ikast FS                 | 2-0   | 1-0   | 1-1     | 3-1  | 3-0    |       | 3-1   | 2-1    |
| Vejle BK                 | 4-1   | 3-0   | 3-3     | 0-1  | 4-1    | 0-3   |       | 1-3    |
| Viborg FF                | 0-0   | 4-1   | 4-0     | 5-3  | 6-1    | 2-1   | 1-2   |        |

## Bilan de la saison
| Championnat du Danemark de football 1992-1993 |                           |
| Champion                                      | FC Copenhague (1er titre) |
| Coupes et trophées                            |                           |
| Vainqueur de la Coupe du Danemark 1992-1993   | OB Odense                 |
| Qualifications continentales                  |                           |
| Ligue des clubs champions 1993-1994           | FC Copenhague             |
| Coupe des Coupes 1993-1994                    | OB Odense                 |
| Coupe UEFA 1993-1994                          | Brondby IF                |
| Coupe UEFA 1993-1994                          | AaB Aalborg               |
| Promotions et relégations                     |                           |
| Promus en Superligaen                         | Viborg FF                 |
| Promus en Superligaen                         | Ikast FS                  |
| Relégués en 1.division                        | BK Frem Copenhague        |
| Relégués en 1.division                        | B 1909 Odense             |